# Radsted Kirke
Radsted Kirke er en kirke i landsbyen Radsted øst for Sakskøbing på Lolland. Den ældste del blev opført omkring 1200 i senromansk stil. Koret blev revet ned i begyndelsen af 1300-tallet og genopbygget og forlænget mod øst i gotisk stil. Omkring år 1400 opførtes et kirketårn, der dog var mindre end det nuværende, som blev forhøjet med et stokværk og et højt lanternespir i 1621. Allerede 1616 var et nordkapel og et våbenhus mod syd føjet til. Tårnet og dets kobberbeklædte spir har en samlet højde på 56,5 m og ses derfor på lang afstand i det flade landskab.
Tilbygningerne i 1600-tallet skete efter, at kong Frederik 1. i 1529 havde overdraget patronatsretten til rigshofmester Mogens Gøye til Krenkerup Gods, der ligger 1,7 km syd for kirken, og kirken indgik senere sammen med godset i Grevskabet Hardenberg-Reventlow (indtil 1973).
I 1868-70 gennemgik kirken en omfattende restaurering. Den omfattede bl.a.:
- tilpasning af alle bygningsdele til gravkapellets renæssancestil.
- restaurering af altertavle og prædikestol, der er fra 1610
- glatpudsning af hvælvet (hvorved kalkmalerierne fra 1500-tallet gik tabt).

Døbefonten er et gotlandsk arbejde. Den er af kalksten og stammer fra 1300-tallet.

## Galleri
- Radsted Kirke med det tilføjede kapel
- Rosenkrantz' kapel
- Fra Rosenkrantz' kapel
- Gravsten i tårnrummet
- Døbefonten
- Sideskibet set mod øst